# Hypodoxa purpurissata
Hypodoxa purpurissata là một loài bướm đêm trong họ Geometridae.